# Крейсери типу «Гоїто»
Крейсери типу «Гоїто» (італ. Classe Goito) — серія торпедних крейсерів Королівських ВМС Італії 2-ї половини XIX століття;

## Представники
| Назва                 | Верф                                                               | Закладений           | Спущений на воду     | Вступив у стрій     | Доля                                                               |
| --------------------- | ------------------------------------------------------------------ | -------------------- | -------------------- | ------------------- | ------------------------------------------------------------------ |
| Гоїто Goito           | Regio Cantiere di Castellammare di Stabia, Кастелламмаре-ді-Стабія | вересень 1885 року   | 6 липня 1887 року    | 16 лютого 1888 року | виведений зі складу флоту 15 березня 1920 року розібраний на метал |
| Монцамбано Monzambano | «Арсенал Ла-Спеція»                                                | 25 серпня 1885 року  | 14 березня 1888 року | 11 серпня 1889 року | виведений зі складу флоту 26 серпня 1901 року розібраний на метал  |
| Монтебелло Montebello | «Арсенал Ла-Спеція»                                                | 29 вересня 1885 року | 14 березня 1888 року | 21 січня 1889 року  | виведений зі складу флоту 26 січня 1920 року розібраний на метал   |
| Конфієнца Confienza   | «Арсенал Ла-Спеція»                                                | вересень 1887 року   | 28 липня 1889 року   | 11 квітня 1890 року | виведений зі складу флоту 26 серпня 1901 року розібраний на метал  |

## Конструкція
Крейсери типу «Гоїто» були розроблені італійськими кораблебудівниками Бенедетто Бріном (італ. Benedetto Brin) та Джачінто Пулліно (італ. Giacinto Pullino) («Confienza»).
Вони всі вважались експериментальними та мали певні відмінності у силовій установці, озброєнні та формі корпусу.
Корпус кораблів був суцільнометалевим. Силова установка складалась з 6 парових котлів та 2-3 парових машин потужністю 2500-3180 к.с.. Це забезпечувало швидкість 17-18 вузлів.
«Гоїто» та «Монцамбано» мали по дві димові труби, «Монтебелло» — три, «Конф'єнца» — одну димову трубу.
Захист кораблів забезпечувала броньована палуба товщиною 38 мм.
Озброєння складалось з 5-6 x 57-мм гармат", 2 x 37-мм гармат, 3 x 37-м гармати Готчкісса та 4-5 356-мм торпедних апаратів. Крім того, на «Конф'єнці» була встановлена 120-мм гармата.
Протягом служби кораблі модернізовувались.
Служба крейсерів «Монцамбано» та «Конф'єнца» була нетривалою. «Гоїто» був переобладнаний на мінний загороджувач, «Монтебелло» — на навчальний корабель.